# Полянский, Анатолий Филиппович
Анатолий Филиппович Полянский (25 июля 1927, Дербент, Дагестанская АССР — 19 декабря 2021, Москва) — советский и российский писатель, военный корреспондент, автор 70 книг, изданных в России и за рубежом. Участвовал в Великой Отечественной войне, много путешествовал по Дальнему Востоку и много о нем писал. Освещал Афганский и Чеченские конфликты, а также Вьетнамский, Египетский (Шестидневная война). Известен своими статьями и книгами о границе и пограничниках. Лауреат государственных литературных премий им. А. Фадеева и К. Симонова, премии Академии Наук М. Давыдова и премии ФСБ "Золотой венец границы". Кавалер орденов М. Лермонтова, В. Маяковского, С. Есенина и ордена "За вклад в победу (1939 - 1945)".

## Биография

### Детство
Анатолий Филиппович Полянский пришел к военной и, в частности, к пограничной теме не случайно. Он родился в 1927 году в Дагестане в семье военного. Отец его, воевавший еще в Гражданскую в армии С.М. Буденного. служил тогда как раз на Кавказе в войсках ВЧК. Мать была библиотекарем, окончила гимназию и считалась по тем временам высокообразованным человеком. Она писала рассказы, публиковавшиеся в журнале "Работница" и других изданиях. Отсюда, наверное, и пошло пристрастие сына к перу. Уже в школе он тоже стал сочинять литературные опусы, а в 9 классе написал свою первую повесть об отце, опубликованную значительно позже в московском журнале "Искатель" под названием "Единственный шанс".

### Боевая служба
Изменчивая судьба военных заставляла семью Полянских колесить по городам и весям огромной страны. Они живут то в Сталинграде или в Валуйках, то в Горьком или вовсе на самом юге - в Армении; последние годы в Ростове-на-Дону. Отсюда в 1944 г. с первого курса железнодорожного института Анатолий Полянский уходит в армию и становится солдатом Великой Отечественной войны. В качестве сапера разминирует немецкие минные поля, был ранен, контужен, отмечен боевыми наградами.
В самом конце войны его направляют в Краснодарское артиллерийско-минометное училище. Окончив его в 1947 г. становится офицером, служит в Группе советских войск в Германии, затем в Средней Азии, командует взводом, батареей. Однако продолжает и писать, начинает публиковаться в армейской печати. В 1951 г. его забирают на работу в военную газету "Солдатская правда" 370 горно-стрелковой дивизии, дислоцировавшей на Памире.

### Военный Журналист
Окончив в 1957 году редакторский факультет Военно-политический академии, А.Ф. Полянский безвозвратно уходит на газетную работу, отдает ей двадцать лет жизни. Девять лет из них служит на Дальнем Востоке, половину из которых - спецкором газеты ЯВО "Суворовский натиск" по району Сахалин и Курильские острова. Изъездил и исходил этот край вдоль и поперек, что, естественно, отразилось в дальнейшем на его творчестве. Многие написанные им книге базируются именно на дальневосточном материале.
Первая книга писателя - "Блуждающая мина" выходит в Москве в 1957 г. Следом в Хабаровском и Южно-сахалинском издательствах публикуются повести "Дорогой огня" и "Памирская легенда". Следующие его книги издаются уже в Москве: "Навстречу опасности" (издательство ДОСААФ), "К сердцам твои дороги", "Десять процентов надежды" (Воениздат), роман "Командир полка" (издательство "Советский писатель").

### Писатель
Отслужив в армии 25 календарных лет, А.Ф. Полянский увольняется в запас в звании подполковника и целиком посвящает себя творческой работе. Однако связей с воинской средой не покидает. Бывает в округах, на флотах, в погранотрядах. Подолгу гостит у воинов, накапливает впечатления. На их основе рождаются новые романы и повести: "Право на риск", "Путь на Кайхэн", "Третий лишний", трилогия "Миражи", "Село милосердия", "Взрыв". "Беспартийный замполит" и другие. Всего в активе автора сорок пять книг, изданных в России и за рубежом. Все его произведения его остросюжетны, а есть и чисто детективного плана. Это уже упоминавшиеся "Блуждающая мина" и "Единственный шанс", а также "Голубая яхта", "Схватка у "Белого дракона", "Загадка "Приюта охотников", "Будь проклят день" и др.
А.Ф. Полянский давний член Союза писателей. Лауреат литературных премии имени А. Фадеева, К. Симонова, М. Давыдова (премия АН РФ за разработку военной темы в современной русской литературе). Последние годы писатель окончательно связывает свою судьбу с пограничниками. Пишет постоянно о людях в зеленых фуражках и часто публикуется в журнале "Пограничник". Ездит по заставам в самые дальние края. Снова побывал на Курилах в бригаде морских сторожевиков на Шикотане и в погранотряде на Кунашире, а также в Хабаровском крае на спорных (с Китаем) островах, в Афганистане и Чечне. Жил в Аргунском отряде, расположенном в горной Ичкерии на высоте 2500 м. как раз на вновь установленной русско-грузинской государственной границе. Из этих поездок вынес много новых наблюдений, узнал людей, служащих под постоянной угрозой вражеского нападения и самоотверженно выполняющих свой воинский долг. На их основе родились новые романы и повести: "На линии огня", "Под свист пуль", "На Краю света", "Опасная тишина". Анатолий Филиппович был удостоен высшей литературной награды погранвойск ФСБ РФ - стал лауреатом "Золотого венца границы".

## Произведения
- Беспартийный замполит;
- Блуждающая мина (1957);
- Будь проклят день;
- Взрыв;
- Голубая яхта;
- Господа офицеры;
- Граница в столице;
- Десять процентов надежды;
- "Дорогой огня" (Повесть);
- "Единственный шанс" (Повесть);
- Загадка "Приюта охотников";
- Записки разгильдяя;
- К сердцам твои дороги;
- "Командир полка" (Роман);
- Миражи;
- На Краю света;
- На линии огня;
- Навстречу опасности;
- Опасная тишина;
- "Памирская легенда" (Повесть);
- Под свист пуль;
- Право на риск;
- Путь на Кайхэн;
- Село милосердия;
- Схватка у "Белого дракона";
- Схватка у "Скалистого";
- Третий лишний.

### Книги
1. Онлайн
2. Печатные